# Malouinière de la Chipaudière
La malouinière de la Chipaudière, aussi appelée château de la Chipaudière, construite à Paramé, commune ayant fusionné avec Saint-Malo, est l'une des plus vastes malouinières, ces demeures de plaisance construites par des armateurs de Saint-Malo.

## Historique
La Chipaudière est connue au XVe siècle comme appartenant à la famille Pépin.
Le château actuel a été construit en l'honneur de Nicolas Magon de La Chipaudière (1670-1698) par son frère cadet François-Auguste Magon de la Lande héritier du domaine en 1708, armateur et corsaire sous Louis XIV, puis directeur de la Compagnie des Indes orientales, et l'un des plus puissants armateurs de la ville au temps de la splendeur de Saint-Malo, a supervisé la construction, entre 1710 et 1720.La chapelle a été bénite en 1735
La Chipaudière a ensuite appartenu à son fils Nicolas Auguste Magon de la Lande († 8 novembre 1793) puis au fils de ce dernier Erasme Auguste Magon de la Lande exécuté le 19 juillet 1794. Sa veuve l'a conservée jusqu'à sa mort le 3 septembre 1832 puis leur fille Charlotte Julienne († 26 mai 1861) et son époux Félix Besnier († 19 novembre 1841). Elle a été ensuite la propriété du fils de ces derniers Félix Marie Charles Besnier († 22 juin 1866) et de son épouse Louis Marie Fournier de Bellevue († 18 septembre 1901). Leur fille Louise Besnier l'a cédée le 20 juillet 1902 au général de Brigade Henri Georges Marie Magon de la Giclais († 12 janvier 1933) dont les descendants sont les actuels propriétaires. 
La malouinière de la Chipaudière (manoir, communs, chapelle et jardin) a été classée monument historique le  2 février 1982. Elle se visite, même si c'est un domaine privé.

## Architecture
La malouinière de la Chipaudière présente les dimensions d'un château, dans un parc d'une superficie de 4 hectares.
Le logis comporte en son centre un avant-corps à trois pans surmonté d'un fronton triangulaire aux armes des Magon surmontées d'une couronne de marquis. Il est flanqué de deux ailes. La façade à sept travées s’orne, côté jardin, d’un avant-corps polygonal qui abrite le grand salon ovale, une disposition qui sera reprise dans deux autres malouinière, au Bosc et en particulier à la Balue, une malouinière construite à la même époque par Luc Magon de la Balue, le frère cadet de François-Auguste Magon de la Lande, à Saint-Servan, aux environs de 1715.
La chapelle est coiffée d'un petit campanile. Elle comporte un autel en bois sculpté.
Les communs du XVIIe siècle côté nord présentent une alternance de gerbières arrondies et triangulaires.
Plusieurs décors des pièces sont classés, la salle à manger ornée de marbre de Carrare et boiseries en chêne de Norvège, le bureau et ses toiles de Jouy, la chambre du rez-de-chaussée tendue de cuir de Cordoue. Par ailleurs les lambris et boiseries des chambres sont en chêne de Hollande.

## Parcs et jardins
Le jardin à la française est attribué à Le Nôtre. Il s’ouvrent par ses trois terrasses successives sur une perspective menant à un miroir d’eau prolongé par deux allées bordées de tilleuls centenaires.
Le parc et le logis, encadré d’annexes diverses (colombier et chapelle) sont isolés de la vie rurale par de hauts murs. Enclos, portail d’entrée et rabine annoncent dans le paysage la qualité du propriétaire.

## Fondation
La chapelle Saint-Roch et Saint-Hubert du manoir de Vaulsalmon en Paramé, détruite au milieu du XVIIIe siècle, existait en 1621. Elle ne fût fondée d'une messe tous les dimanches et fêtes que le 16 novembre 1672 par Alain Martin et son épouse Olive Salmon sieur et dame des Parisières et du Vau-Salmon. Cette chapelle ayant été détruite, sa fondation de 120 livres fut transférée dans la chapelle de la Chipaudière (Pouillé de Rennes) on y voit les armoiries de Maçon seigneur de La Lande en 1776. Elle fut unie à la seigneurie de La Chipaudière[réf. nécessaire].

## Galerie photos

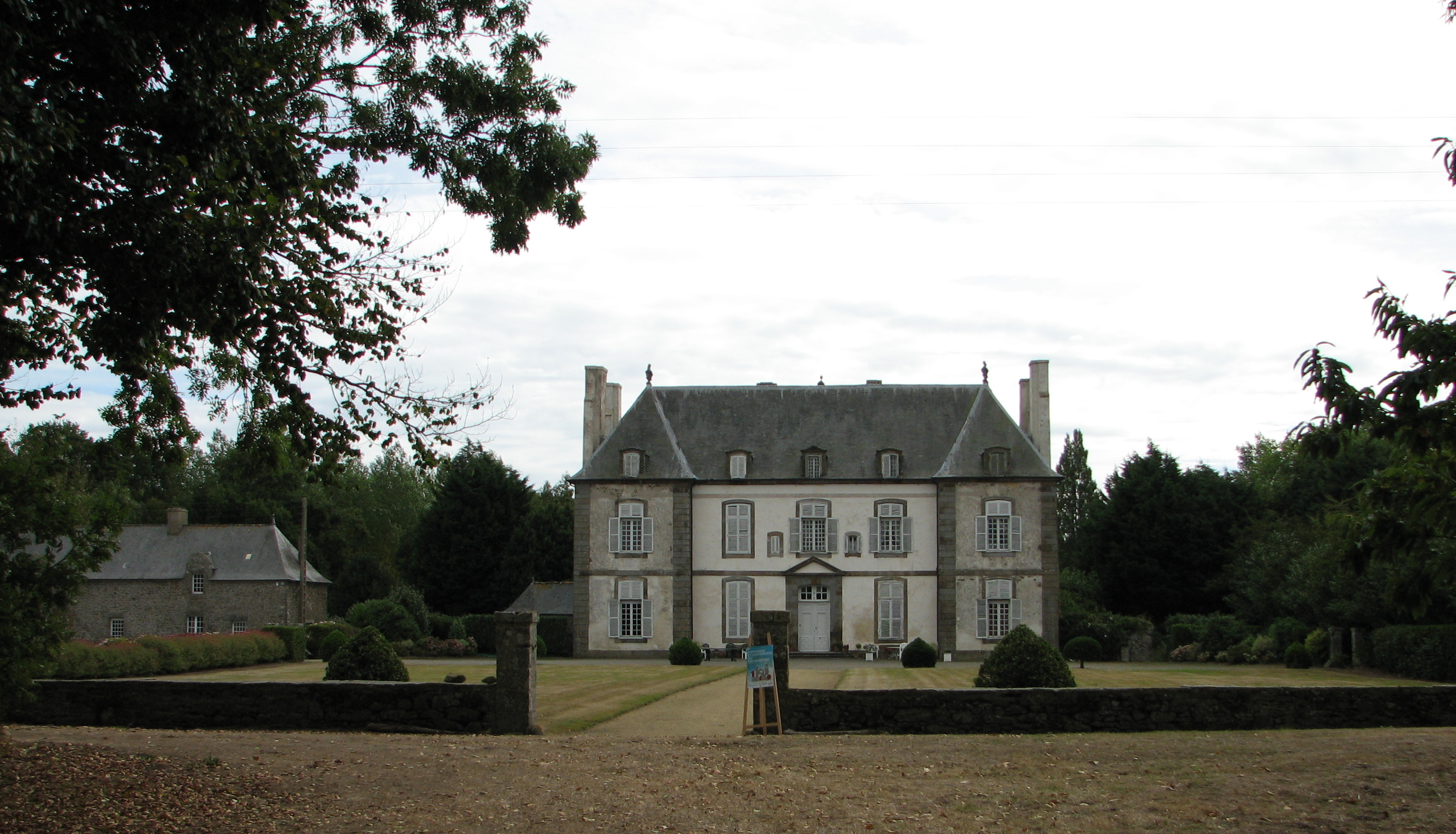
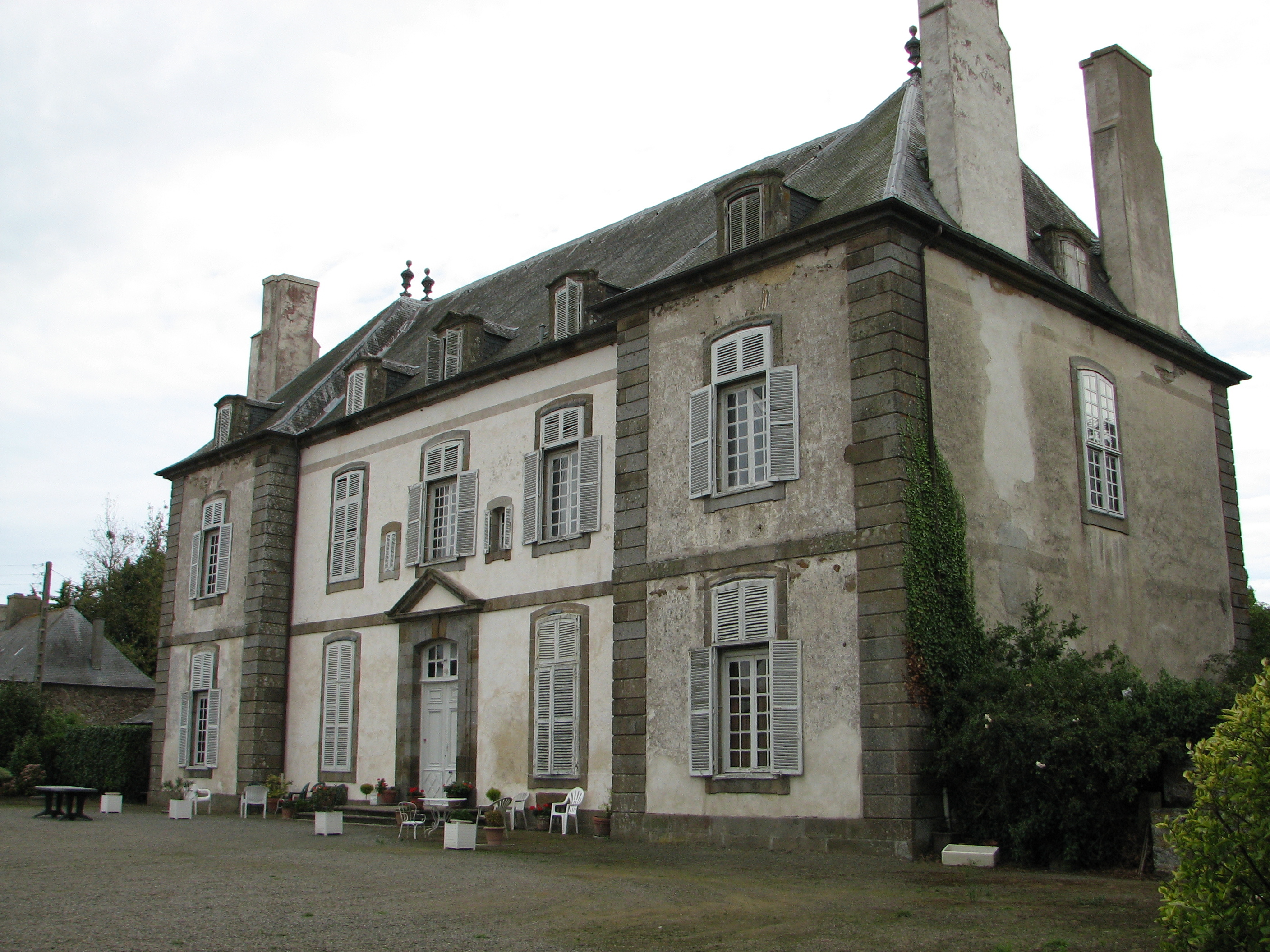
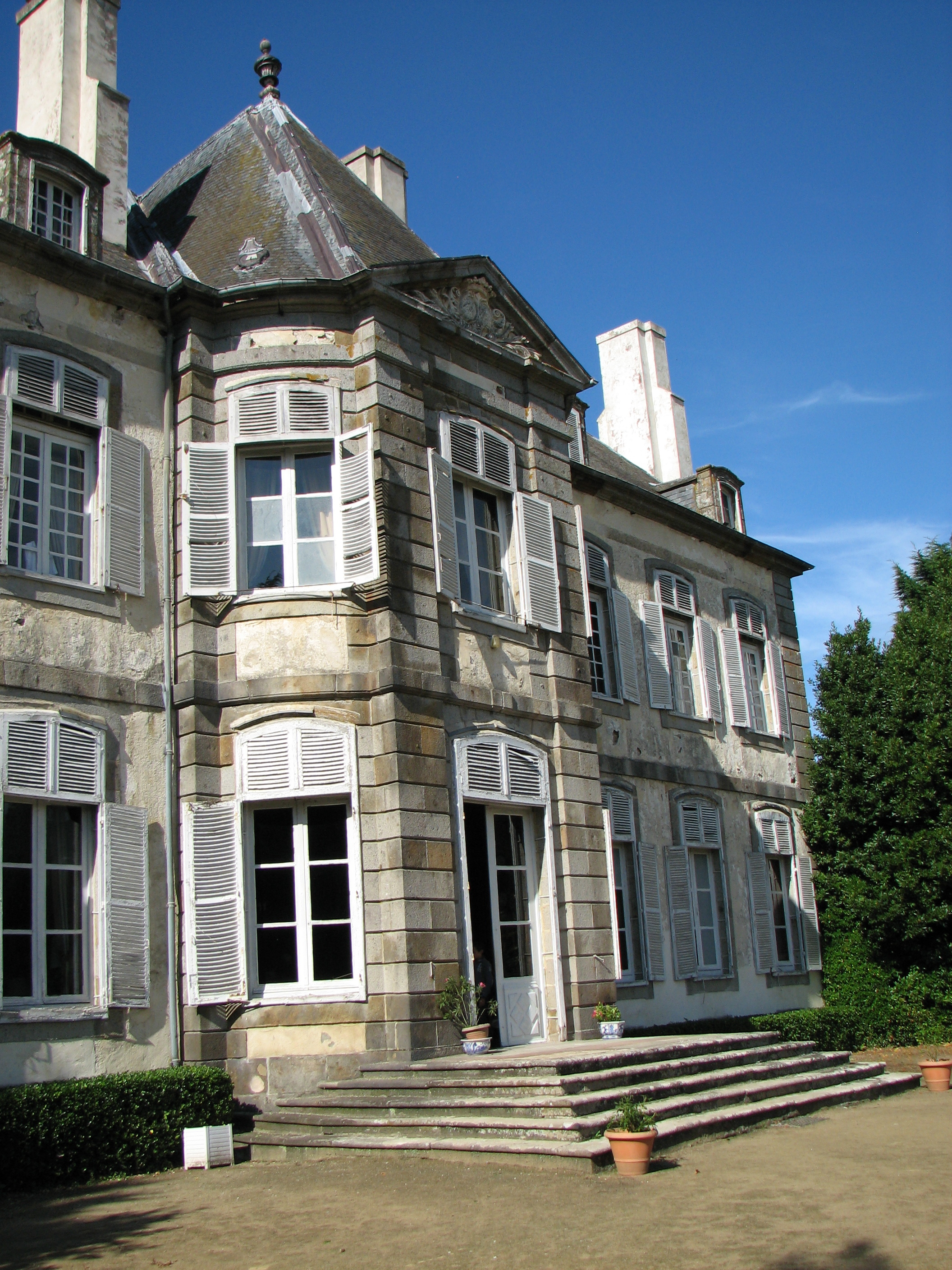
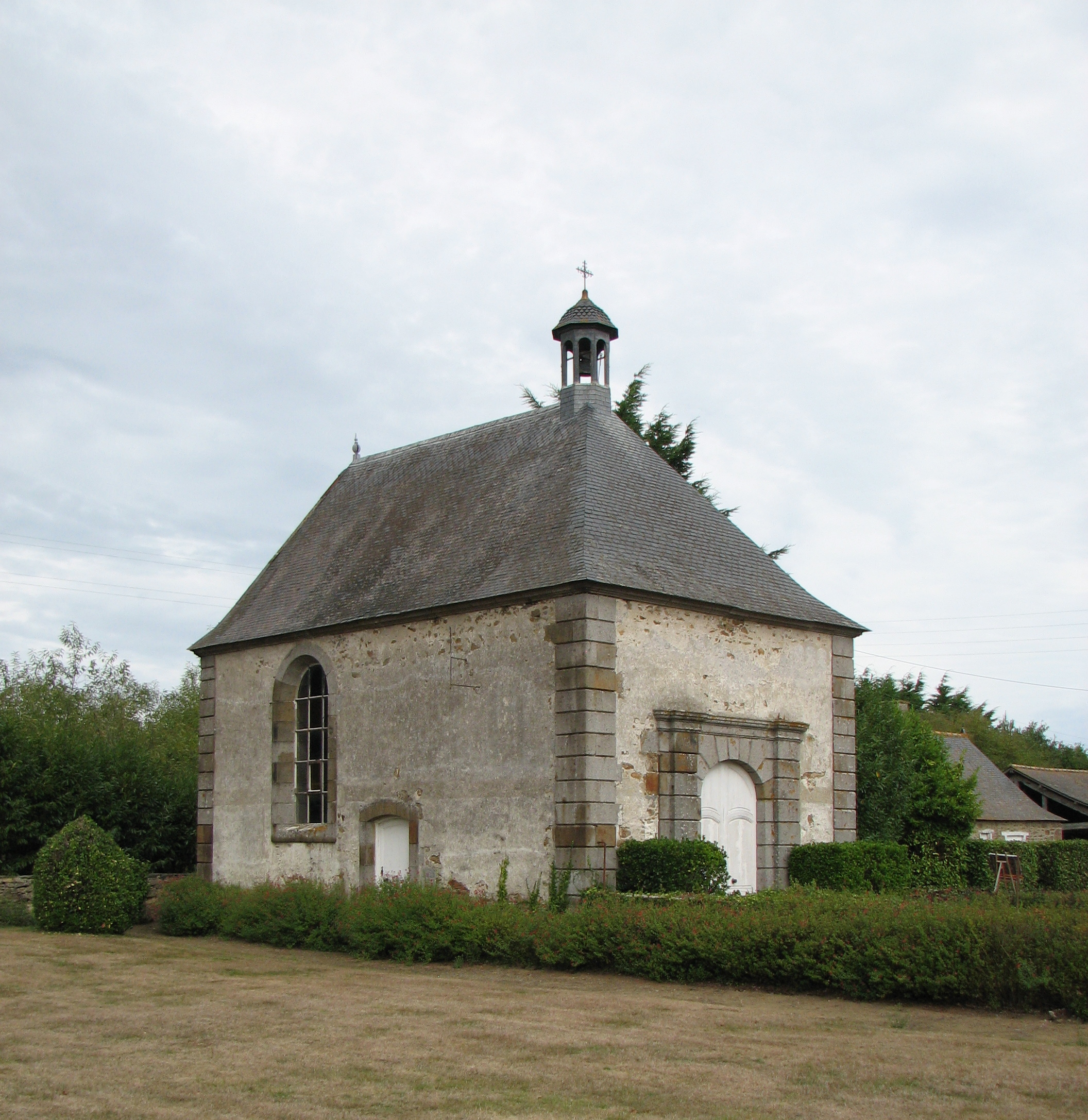
La chapelle